# Casa Dolors de Perramon
La casa Dolors de Perramon era un edifici situat a la Rambla, 122 (abans Rambla dels Estudis, 4) de Barcelona, actualment desaparegut.

## Història

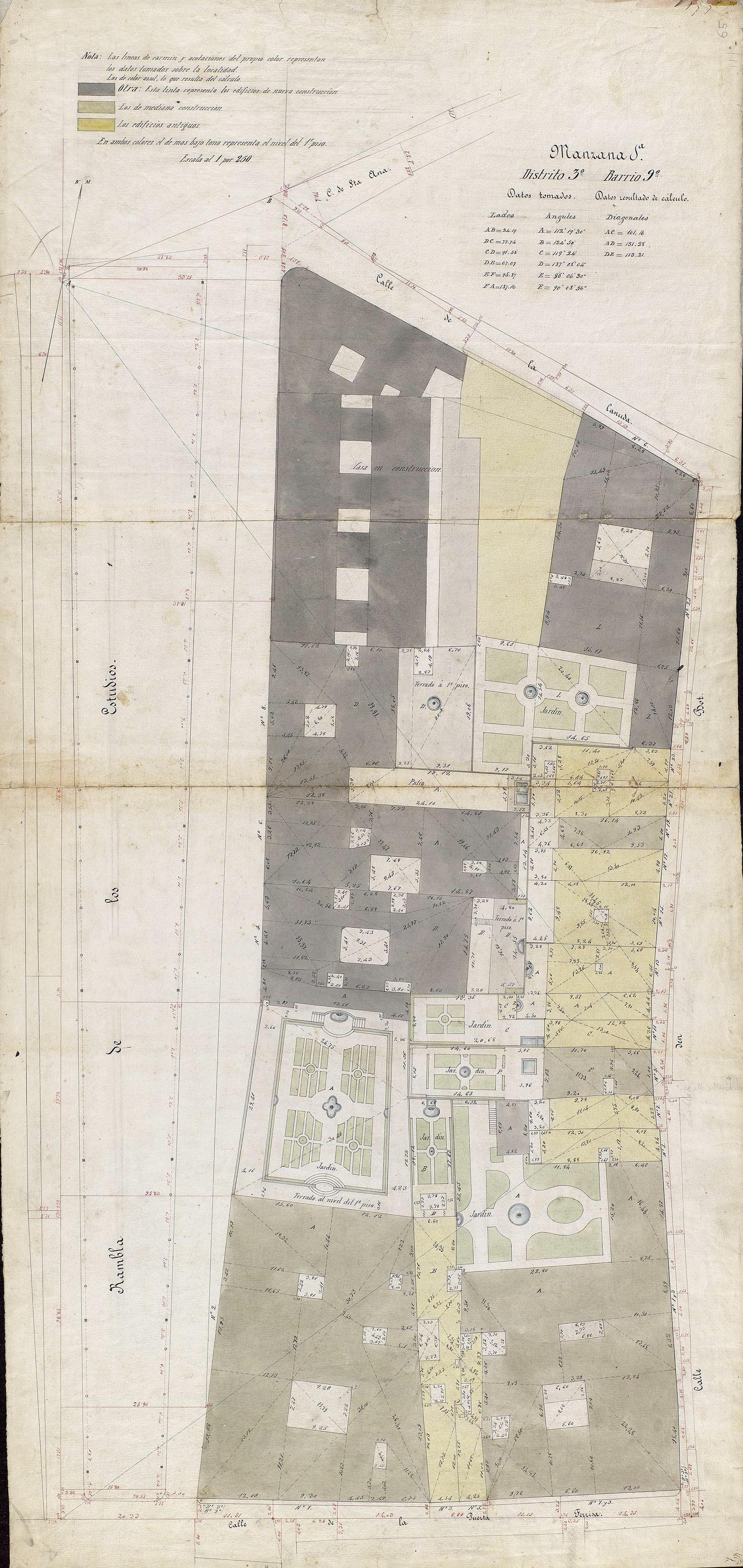
Quarteró núm. 65 de Garriga i Roca (c. 1860)

El 1855, Dolors de Perramon i Comas del Brugar (La Bisbal d'Empordà, 1813 – Tolosa de Llenguadoc, 1870), vídua de Josep de Fontcuberta i de Perramon (cosí seu), en va encarregar el projecte a l'arquitecte Francesc Daniel Molina.
A la seva mort, la casa fou heretada pel seu fill Carles de Fontcuberta i de Perramon (1831-1923). El seu germà Trinitat (1842-1911) es va casar amb Maria del Carme de Dalmases i Olivart, segona marquesa de Vilallonga.
A la planta baixa i soterrani s'instal·là la Sala Mercè (1904-1913), obra d'Antoni Gaudí, i posteriorment el Cine Atlántico (1936-1987), que tancà les portes el 16 de gener del 1987. El 4 d’agost del 1988 en començà l’enderrocament per a construir-hi el nou hotel Citadines.

## Descripció
Es tractava d'un edifici de planta baixa i quatre pisos. La façana presentava una composició amb un fort domini del buit sobre el ple, i una clara divisió de les plantes, emfatitzada per la gran balconada del principal, sostinguda per mènsules, i la degradació segons l'altura de les balconeres de pedra motllurada. Així, mentre al principal aquestes eren envoltades amb pilastres amb capitells corintis i llindes esculpides amb baixos relleus, al primer pis només hi apareixien les llindes decorades, al segon només hi eren ressaltades i al tercer eren nues. Al primer i segon pis els plens de façana eren ressaltats amb plafons motllurats.